# Parafroneta marrineri
Parafroneta marrineri är en spindelart som först beskrevs av Henry Roughton Hogg 1909.  Parafroneta marrineri ingår i släktet Parafroneta och familjen täckvävarspindlar. Inga underarter finns listade i Catalogue of Life.